# Chael Sonnen
Chael Patrick Sonnen (ur. 3 kwietnia 1977 w Milwaukie) – amerykański zapaśnik, zawodnik mieszanych sztuk walki (MMA) oraz aktor. Podczas swojej zawodowej kariery występował m.in. w World Extreme Cagefighting (WEC) oraz Ultimate Fighting Championship (UFC), gdzie w tej drugiej był trzykrotnym pretendentem do pasa mistrzowskiego w wadze średniej i półciężkiej. Od 2016 związany z Bellator MMA.

## Kariera sportowa
Studiował na Uniwersytecie Brighama Younga. Na uczelni zaczął trenować zapasy. Następnie kontynuował naukę na Uniwersytecie w Oregonie. Tam osiągał największe sukcesy dwukrotnie będąc drugim w konferencji Pacyficznej (1999, 2001) zaś w NCAA Division I uplasował się na 8. miejscu w 1998 roku. W latach 1997–2000 czterokrotnie stawał na podium Mistrzostw Uniwersyteckich w stylu klasycznym, wygrywając je w 1999 i 2000. Równocześnie startował w stylu wolnym, gdzie największymi sukcesami było zdobycie brązu w 1999 i srebra w 2000 roku. Posiada tytuł licencjacki Bachelor of Science z socjologii. Wicemistrz akademickich mistrzostw świata w 2000 roku.

## Kariera MMA
10 maja 1997 w wieku 19 lat zadebiutował w MMA pokonując Bena Haileya na punkty. 13 kwietnia 2002 wygrał turniej Dangerzone, zostając równocześnie mistrzem w wadze półciężkiej. W latach 2003–2005 walczył na lokalnych galach wygrywając m.in. z Renato Sobralem, notując remis z Akihiro Gōno oraz przegrywając z Trevorem Prangleyem, Forrestem Griffinem czy dwukrotnie z Jeremym Hornem. 13 listopada 2003 zdobył pas mistrzowski Gladiator Challenge pokonując Jasona Lamberta na punkty.
Na przełomie 2005–2006 walczył dla Ultimate Fighting Championship, lecz po uzyskaniu bilans 1-2 (wygrana w rewanżu z Prangleyem i porażki z Sobralem i Hornem) został z niej zwolniony. W latach 2006–2007 był związany z organizacją Bodog Fight. Stoczył dla niej cztery zwycięskie pojedynki, wygrywając nad takimi zawodnikami jak Aleksiej Olejnik czy Amar Sułojew.
12 grudnia 2007 zmierzył się o pas mistrzowski World Extreme Cagefighting w wadze średniej z Paulo Filho, lecz uległ mu, poddając pojedynek na pięć sekund przed końcem 2. rundy. Prawie rok później doszło do rewanżu z Filho gdzie pierwotnie stawką miało być mistrzostwo lecz Brazylijczyk nie zdołał zmieścić się w wymaganym limicie wagowym i ostatecznie zawodnicy nie stoczyli pojedynku o pas. Sonnen wygrał w rewanżu z Filho na punkty. Na początku 2008 ponownie trafił do UFC. W pierwszym pojedynku przegrał z Demianem Maią przez poddanie. Następnie wygrał trzy z rzędu m.in. z Yūshinem Okamim czy Natem Marquardtem po czym otrzymał szansę walki o pas z mistrzem wagi średniej Andersonem Silvą do której doszło 7 sierpnia 2010. Sonnen nieoczekiwanie dominował nad mistrzem przez większość pięciorundowego starcia lecz na niespełna dwie minuty przed zakończeniem pojedynku Silva założył duszenie trójkątne nogami wraz z dźwignią na rękę i zmusił Sonnena do poddania się. Starcie to zostało ogłoszone walką roku 2010. Po walce okazało się, iż Amerykanin był na dopingu. Próbka Sonnena wykazała aż 17-krotnie wyższy poziom testosteronu w porównaniu do poziomu zwykłego mężczyzny oraz 4-krotnie wyższy niż dopuszczalna norma dla sportowców. Sonnen został ukarany karą finansową 2500 USD oraz rocznym zawieszeniem przez Kalifornijską Stanową Komisję Sportową (California State Athletic Commission).
Po odbyciu zawieszenia 8 października 2011 stoczył wygrany pojedynek z byłym mistrzem WEC Brianem Stannem. W następnym starciu pokonał Michaela Bispinga po czym ponownie otrzymał walkę o pas z Silvą. 7 lipca 2012 przegrał z Brazylijczykiem przez TKO na początku 2. rundy.
27 kwietnia 2013 na UFC 159 zastąpił kontuzjowanego Dana Hendersona w pojedynku o pas mistrzowski wagi półciężkiej z Jon Jonesem. Sonnen kolejny raz przegrał przed czasem w mistrzowskim pojedynku, tym razem na 17 sekund przed końcem 1. rundy. Do końca 2013 stoczył dwa pojedynki - wygrany z Maurício Ruą oraz przegrany z Rashadem Evansem.
W październiku 2013 został głównym trenerem w reality show The Ultimate Fighter: Brazil 3 razem z Wanderleiem Silvą. W czasie trwania programu, w czerwcu Silva uległ kontuzji dłoni która wykluczyła go z walki z Sonnenem. Został on zastąpiony przez rodaka Vitora Belforta. Dwa miesiące później na jednych z niezapowiedzianych badań antydopingowych próbka Sonnena dała wynik pozytywny - znaleziono w niej anastrozol oraz klomifen. Amerykanin został natychmiastowo usunięty ze starcia z Belfortem. Drugie badanie ponownie wykazało ślady obu substancji oraz dodatkowo hormonu wzrostu (HGH), EPO i hormonu zwierzęcego. 30 czerwca 2014 UFC oraz FOX Sport ogłosiły zerwaniem kontraktów z Sonnenem z powodu afery dopingowej, wcześniej, bo 11 czerwca ogłosił zakończenie kariery zawodniczej. 23 lipca 2014 został zawieszony na dwa lata przez Komisję Sportową Stanu Nevada (Nevada State Athletic Commission).
We wrześniu 2016 poinformował o związaniu się z Bellator MMA. 21 stycznia 2017 zadebiutował w organizacji, walką z byłym mistrzem UFC Tito Ortizem, którą ostatecznie przegrał przez poddanie w 1. rundzie. 24 czerwca 2017 na gali Bellator 180 pokonał jednogłośnie na punkty Wanderleia Silvę.
20 stycznia 2018 wziął udział w turnieju Bellator Heavyweight Grand Prix pokonując w ćwierćfinale Quintona Jacksona jednogłośnie na punkty.

## Osiągnięcia
Mieszane sztuki walki:
- 2002: Dangerzone – 1. miejsce w turnieju oraz mistrzostwo wagi półciężkiej (-93)
- 2003: mistrz Hitman Fighting w wadze półciężkiej
- 2003: mistrz Gladiator Challenge w wadze półciężkiej
- 2003: mistrz Rumble at the River w wadze półciężkiej
- 2010: World MMA Awards – walka roku przeciwko Andersononowi Silvie[13]

Zapasy:
- National Collegiate Athletic Association:
  - 1998: All-American NCAA Division I – 8. miejsce (190 lb)
  - 1999: Pacific-12 Conference – 2. miejsce (197 lb)
  - 2001: Pacific-12 Conference – 2. miejsce (197 lb)
- University National Greco-Roman Championships:
  - 1997: 3. miejsce (187,25 lb)
  - 1998: 2. miejsce (187,25 lb)
  - 1999: 1. miejsce (187,25 lb)
  - 2000: 1. miejsce (187,25 lb)
- Akademickie Mistrzostwa Świata:
  - Tokio 2000: 2. miejsce (187,25 lb/85 kg)
- Senior National Greco-Roman Championships:
  - 2000: 4. miejsce (187,25 lb)
  - 2002: 4. miejsce (185 lb)
- US Greco-Roman Olympic Team Trials:
  - 2000: 1. miejsce (West Regional Champion) (187,25 lb)
  - 2000: 3. miejsce (187,25 lb)
- US Greco-Roman World Team Trials:
  - 2002: 4. miejsce (211,75 lb)
- Dave Schultz Memorial International Greco-Roman:
  - 2000: 1. miejsce (187,25 lb)
  - 2001: 1. miejsce (213,75 lb)
- University National Freestyle Championships:
  - 1998: 5. miejsce (187,25 lb)
  - 1999: 3. miejsce (187,25 lb)
  - 2000: 2. miejsce (187,25 lb)